# Віктор Клемперер
Віктор Кле́мперер (нім. Victor Klemperer; 9 жовтня 1881, Ландсберг-на-Варті, Пруссія (нині — Гожув Великопольський, Польща) — 11 лютого 1960, Дрезден) — німецький письменник, філолог і журналіст, дослідник тоталітарного мислення і мови нацистської Німеччини.

## Біографія

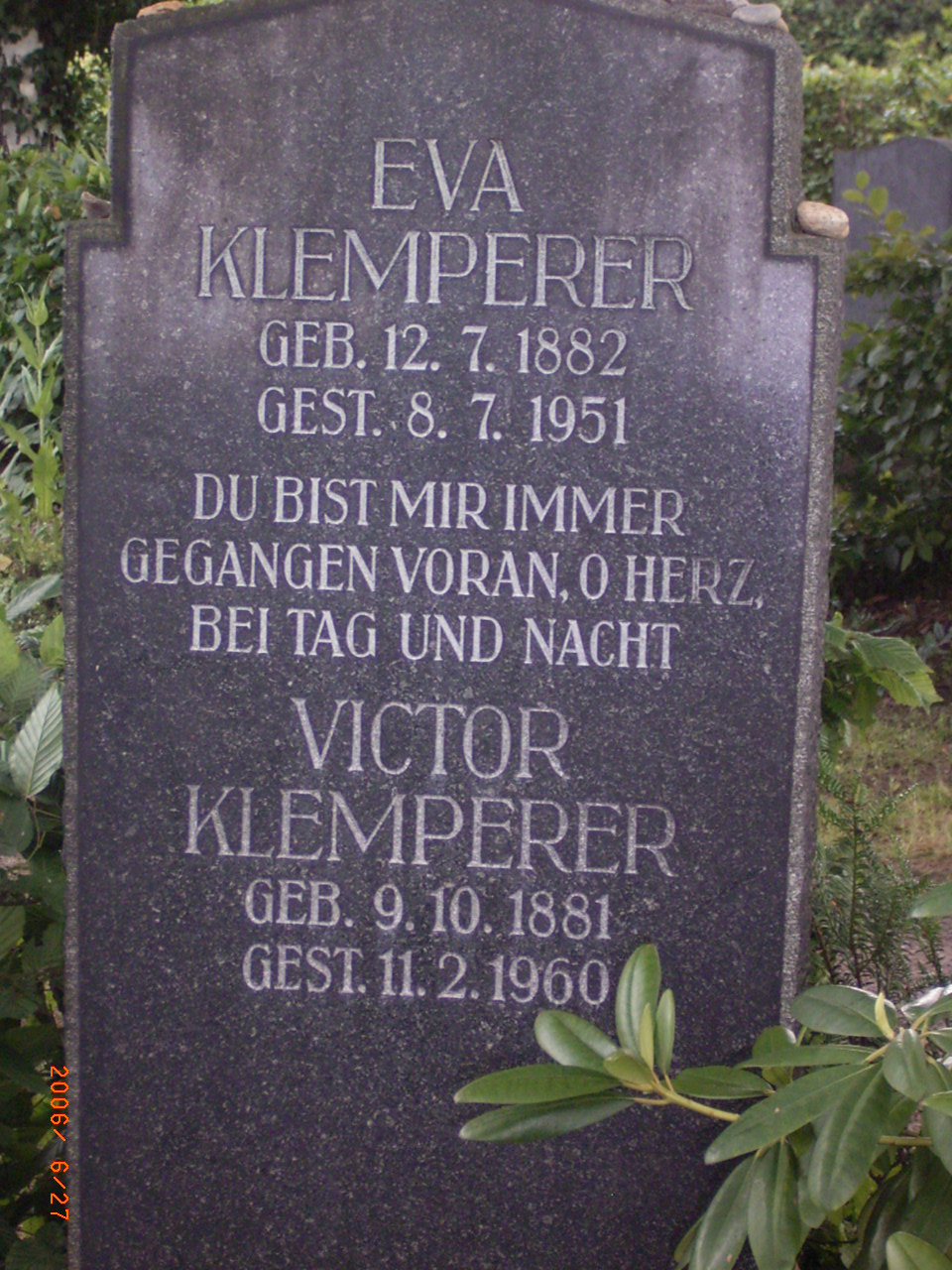
Надгробок Єви та Віктора Клемперера на Дрезденському цвинтарі

Народився в родині реформованого рабина Вільгельма Клемперера та Генрієтти Клемперер (до шлюбу Франке), як наймолодший (дев'ятий) серед дітей. Його брат — хірург Георг Клемперер, а двоюрідний брат — диригент Отто Клемперер.
У 1902–1912 роках вивчав романську і німецьку філології в університетах Мюнхена, Женеви, Парижа і Берліна, після 1905 рік а працював журналістом у Берліні, публікував прозу. 1912 року перейшов до протестантизму.
Дисертацію писав у відомого філолога-романіста і теоретика мови Карла Фосслера, захистив її 1914 року. У 1914—1915 роках читав лекції в університеті Неаполя, з початком Першої світової війни пішов на фронт добровольцем. З 1920 року був професором романської філології у Вищій технічній школі Дрездена.
1935 року, через 2 роки після приходу нацистів до влади, був відсторонений від викладання як єврей, позбувся роботи й був переселений в гетто, але, оскільки його дружина була визнана чистокровною арійкою, уникнув депортації. Під час війни переховувався в серболужицькому селі Пескеци, жителі якого, як він писав, відрізнялися «антигітлерівськими настроями». Після 13 лютого 1945 року, коли нацистська влада ухвалила рішення про депортацію всіх євреїв, включаючи й тих, що були в «змішаних шлюбах», Клемперер разом з дружиною, скориставшись хаосом під час повітряного нальоту союзників на Дрезден, втекли і сховалися у Верхній Баварії на території, незабаром зайнятій військами союзників.
Після війни Клемперер переїхав до НДР, читав лекції в Берліні і Галле, був депутатом Народної палати від фракції Культурбунду. Член СЄПН, член АН НДР. Видав двотомник праць про французьке просвітництво («Доба Вольтера» — 1954, «Доба Руссо» — 1966, посмертно).

## Щоденник
Після встановлення нацистського режиму почав вести щоденник, в якому проявив себе не лише як сучасник подій, але й тонкий філолог: відзначав зміни щоденного життя, звичок і мови співвітчизників, лексики та інтонацій засобів масової інформації, вуличних оголошень тощо. Цю новомову він назвав «мовою Третього рейху» (лат. Lingua Tertii Imperii, LTI). 1968 року почалася публікація його щоденників, які виходили потім різними частинами в багатьох виданнях, включаючи спеціально коментовані. До 1980-х років ім'я Клемперера було порівняно мало відомо: у ФРН — через його членства в СЄПН, в соціалістичних країнах — через надто доскіпливий аналіз тоталітарних мовних механізмів (і загальної небажаності теми геноциду євреїв). У 1980-1990-ті роки книжка Клемперера LTI стала світовою сенсацією, була перекладена багатьма мовами і вважається сьогодні одним з найвідомих щоденників, визначним документом «літератури Голокосту».

## Твори

### Прижиттєві видання
- Paul Lindau. Berlin 1909.
- Die Zeitromane Friedrich Spielhagens und ihre Wurzeln. Weimar 1913.
- Montesquieu (Габілітаційна дисертація, Band I (1914) und Band II (1915))
- Idealistische Neuphilologie. (Festschrift für Karl Vossler zum 6. September 1922, mit Eugen Lerch) Heidelberg 1922.
- Die moderne französische Prosa 1870—1920. Leipzig 1923.
- Romanische Literaturen von der Renaissance bis zur Französischen Revolution. (Mit Helmut Hatzfeld und Fritz Neubert — Handbuch der Literaturwissenschaft, hrsg. von Oskar Walzel) Potsdam 1924.
- Jahrbuch für Philologie. (Mit Eugen Lerch). München 1925 und 1927
- Die moderne französische Literatur und die deutsche Schule. Drei Vorträge. Leipzig 1925.
- Stücke und Studien zu modernen französischen Prosa. Leipzig 1926.
- Romanische Sonderart. Geistesgeschichtliche Studien. München 1926.
- Pierre Corneille. (Epochen der französischen Literatur). München 1933.
- Die französische Literatur von Napoleon bis zur Gegenwart. 4 Bde., Berlin 1925—1931 (Neuausgabe 1956 unter dem Titel Geschichte der französischen Literatur im 19. und 20. Jahrhundert).
- LTI — Notizbuch eines Philologen. Aufbau Verlag, Berlin 1947. (dann Max Niemeyer Verlag Halle 1956, 1966 Reclam Taschenbuch, Reclam Verlag Leipzig, 1966 auch in Westdeutschland, Hardcoverausgabe, Melzer Verlag, Frankfurt, Titel Die unbewältigte Sprache — Aus dem Notizbuch eines Philologen. LTI. Danach viele weitere Taschenbuchauflagen bei Reclam Leipzig, kommentierte Hardcoverneuausgabe, hrsg. Elke Fröhlich, Reclam, Stuttgart 2010, ISBN 978-3-15-010743-0. Ab 2015 25. Auflage, wieder als Tb, Hrsg. Elke Fröhlich, Reclam Stuttgart, ISBN 978-3-15-020520-4.)
- Geschichte der französischen Literatur im 18. Jahrhundert. Bd. 1: Berlin 1954, Bd. 2: Halle 1966.

### Посмертні публікації
- Geschichte der französischen Literatur im 18. Jahrhundert. Band II: Das Jahrhundert Rousseaus. Halle 1966.
- Curriculum Vitae. Erinnerungen 1881—1918. (Band I—II). Berlin 1996, ISBN 3-7466-5500-5.
- Warum soll man nicht auf bessere Zeiten hoffen. Aufbau Verlag, Berlin 2017, ISBN 978-3-351-03661-4

#### Видання щоденника
- Leben sammeln, nicht fragen wozu und warum. Tagebücher 1919—1932. Berlin 1996, ISBN 3-351-02391-X.
  - Man möchte immer weinen und lachen in einem. Revolutionstagebuch 1919. Aufbau Verlag, Berlin 2015, ISBN 978-3-351-03598-3.
    - als Hörbuch gelesen von Burghart Klaußner. Aufbau Audio, Berlin 2015 (аудіокнига).
- Walter Nowojski und Hadwig Klemperer (Hrsg.): «Ich will Zeugnis ablegen bis zum letzten.» Tagebücher 1933—1945. (Band I—VIII). Aufbau, Berlin 1995, ISBN 3-7466-5514-5.
  - Das Tagebuch 1933—1945. Eine Auswahl für junge Leser. Bearbeitet von Harald Roth. Aufbau-Taschenbuch 5516, Berlin 1997, ISBN 3-7466-5516-1.
  - Die Tagebücher 1933—1945. Kritische Gesamtausgabe. CD-ROM. Berlin 2007, ISBN 978-3-89853-550-2.
  - «Ich will Zeugnis ablegen bis zum letzten.» Tagebücher 1933—1945. Eine Auswahl. Berlin 2007, (SpiegelEdition 23) ISBN 978-3-87763-023-5.
- Und so ist alles schwankend — Tagebücher Juni–Dezember 1945. Berlin 1996, ISBN 3-7466-5515-3.
- So sitze ich denn zwischen allen Stühlen. Tagebücher 1945—1959. (Band I—II). Berlin 1999, ISBN 3-351-02393-6